# Avianca Brasil
OceanAir Linhas Aéreas S.A. war eine brasilianische Fluggesellschaft mit Sitz in São Paulo und Basis auf dem Flughafen São Paulo-Guarulhos. Als Teil der Synergy Group bekam sie die Markennutzungsrechte, um als Avianca Brasil zu firmieren, und war Mitglied der Luftfahrtallianz Star Alliance. Am 24. Mai 2019 ist von der brasilianischen Luftfahrtbehörde ANAC das Flugverbot angeordnet worden.

## Geschichte

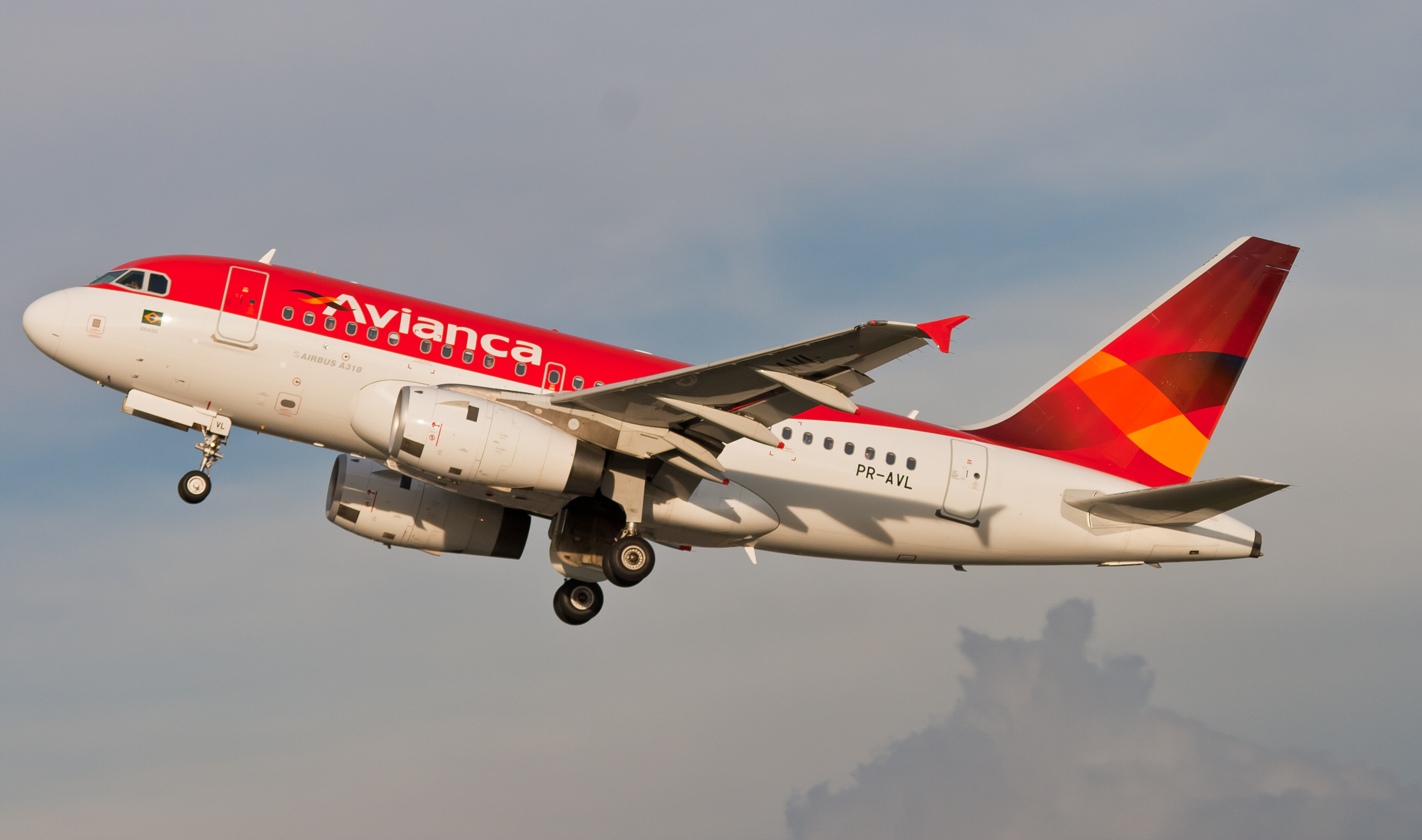
Airbus A318-100 der Avianca Brasil im alten Farbschema

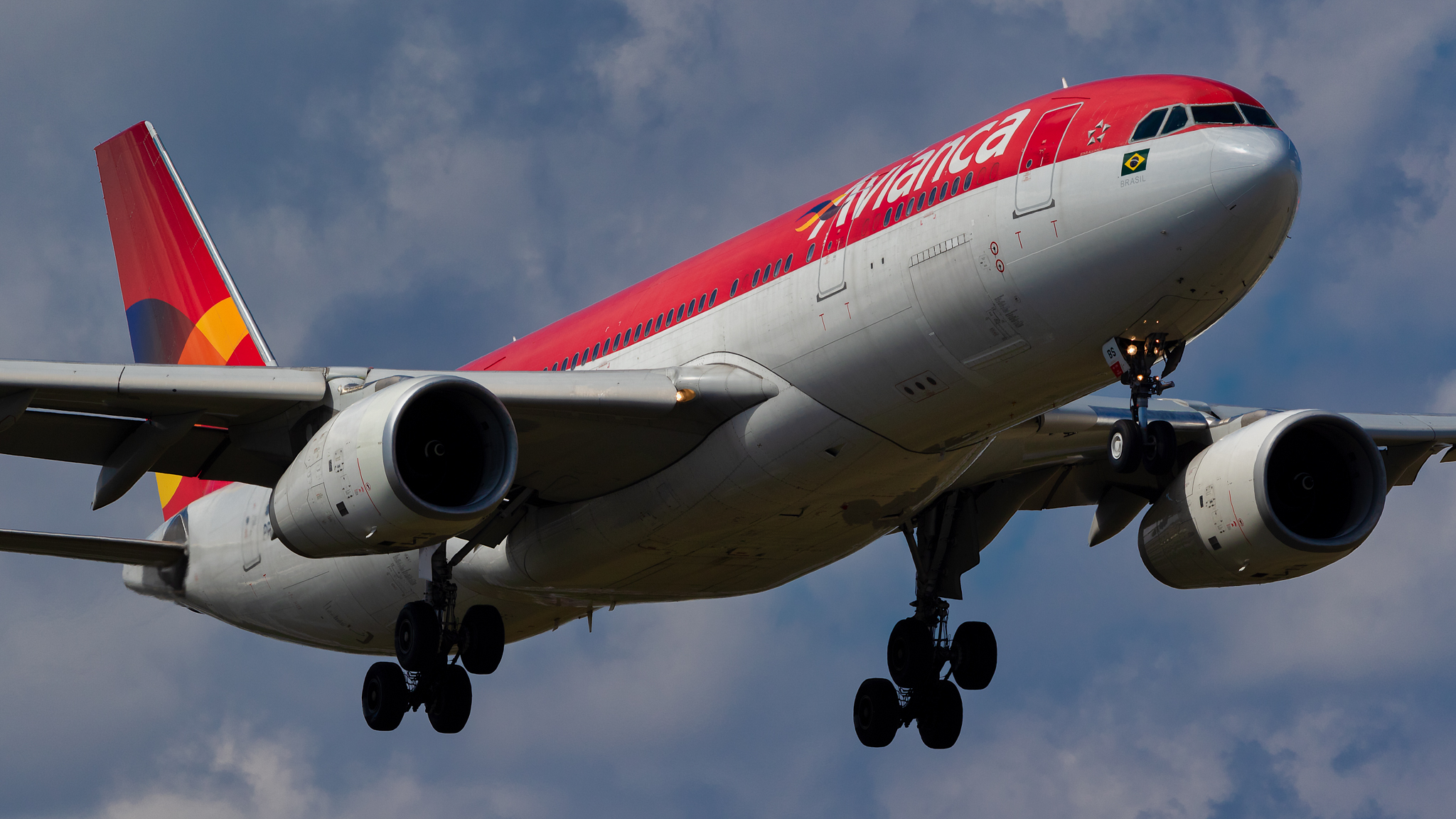
Airbus A330-200 der Avianca Brasil

Avianca Brasil wurde 1998 unter dem Namen OceanAir Linhas Aéreas Lda. als Taxi-Fluggesellschaft für die im Campos-Becken tätigen Ölgesellschaften gegründet. Im Jahr 2002 begann sie zudem mit Linienflügen zwischen São Paulo, Rio de Janeiro, Macaé und Campos. Um den Bekanntheitsgrad zu erhöhen, eröffnete die Fluggesellschaft kurz darauf eine Flugverbindung zwischen São Paulo-Congonhas und Rio-Santos Dumont mit einem Zwischenstopp auf dem Flughafen São Paulo-Guarulhos, um Passagieren den Anschluss an die großen Drehkreuze zu vereinfachen. Der Flugpreis zwischen den Flughäfen São Paulos war billiger als eine Taxifahrt und gleich einer Luxusbusfahrt. Dieser Service wurde zwischenzeitlich wieder eingestellt.
Seit die Synergy Group 2004 die kolumbianische Avianca S.A. übernahm, flog OceanAir u. a. als Zubringer für diese in Brasilien. Anfang 2010 wurde sie schließlich in Avianca Brasil umbenannt. Avianca Brasil war die viertgrößte Fluggesellschaft nach Passagieraufkommen und einem Marktanteil von 5,1 % Brasiliens.
Am 22. Juli 2015 trat Avianca Brasil, wie auch schon ihre gleichnamige Schwestergesellschaft Avianca zuvor, der Luftfahrtallianz Star Alliance bei.
Im November 2017 begann die Synergy Group mit dem Flugbetrieb des Tochterunternehmens Avianca Argentina mit drei Destinationen, Rosario, Mar del Plata und Buenos Aires.
Am 11. Dezember 2018 beantragte Avianca Brasil Gläubigerschutz – vergleichbar mit dem amerikanischen Chapter 11 –, nachdem es in Verhandlungen mit dem Leasinggeber Aircastle hinsichtlich Vertragsbedingungen und ausstehender Zahlungen zu keinem einvernehmlichen Ergebnis gekommen war. Das Unternehmen gab an, den Betrieb wie gewohnt aufrechterhalten zu wollen.
Im April 2019 war Avianca Brasil gezwungen, 18 Flugzeuge wegen nicht bezahlter Leasinggebühren an Leasingunternehmen zurückzugeben. Dies führte zur Annullierung von mehr als 1.045 Inlandsflügen. Noch im Dezember 2018 hatte die Fluggesellschaft eine Flotte von mehr als 50 Flugzeugen betrieben. Am 24. Mai 2019 gab die Luftfahrtbehörde Brasiliens ANAC das vorläufige Flugverbot für die Airline bekannt.
Am 17. Juni 2019 meldete Avianca Holdings aufgrund der operativen und finanziellen Situation von Oceanair Linhas Aéreas S.A. die sofortige Beendigung des Markennutzungsvertrags, der es ihr ermöglicht hatte, die Marke Avianca Brasil seit Dezember 2009 kommerziell zu nutzen. Zum 1. September 2019 verließ die Fluggesellschaft Oceanair Linhas Aéreas S.A. (Avianca Brasil) die Star Alliance.

## Flugziele
Avianca Brasil flog acht Ziele innerhalb Brasiliens an (Stand Mai 2019).

## Flotte

### Flotte bei Betriebseinstellung
Im Mai 2019 bestand die Flotte der Avianca Brasil aus 29 Flugzeugen mit einem Durchschnittsalter von 6,8 Jahren:

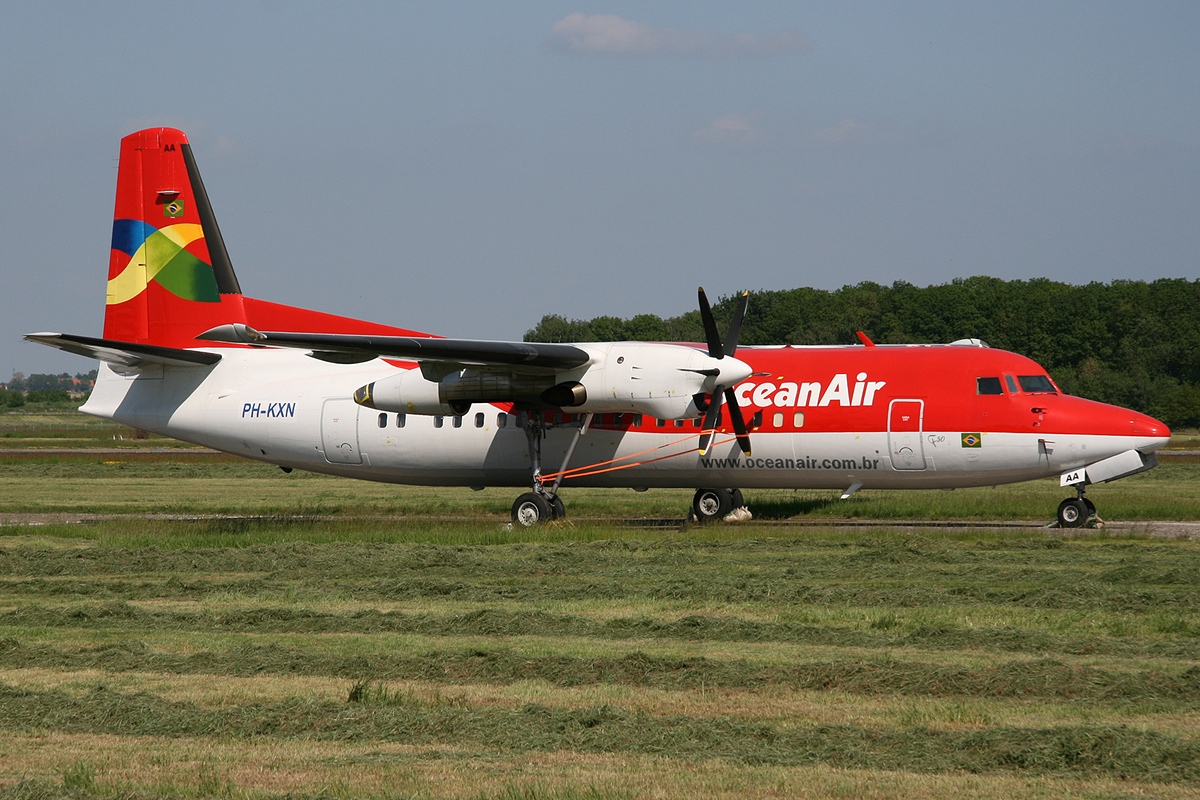
Fokker 50 der OceanAir

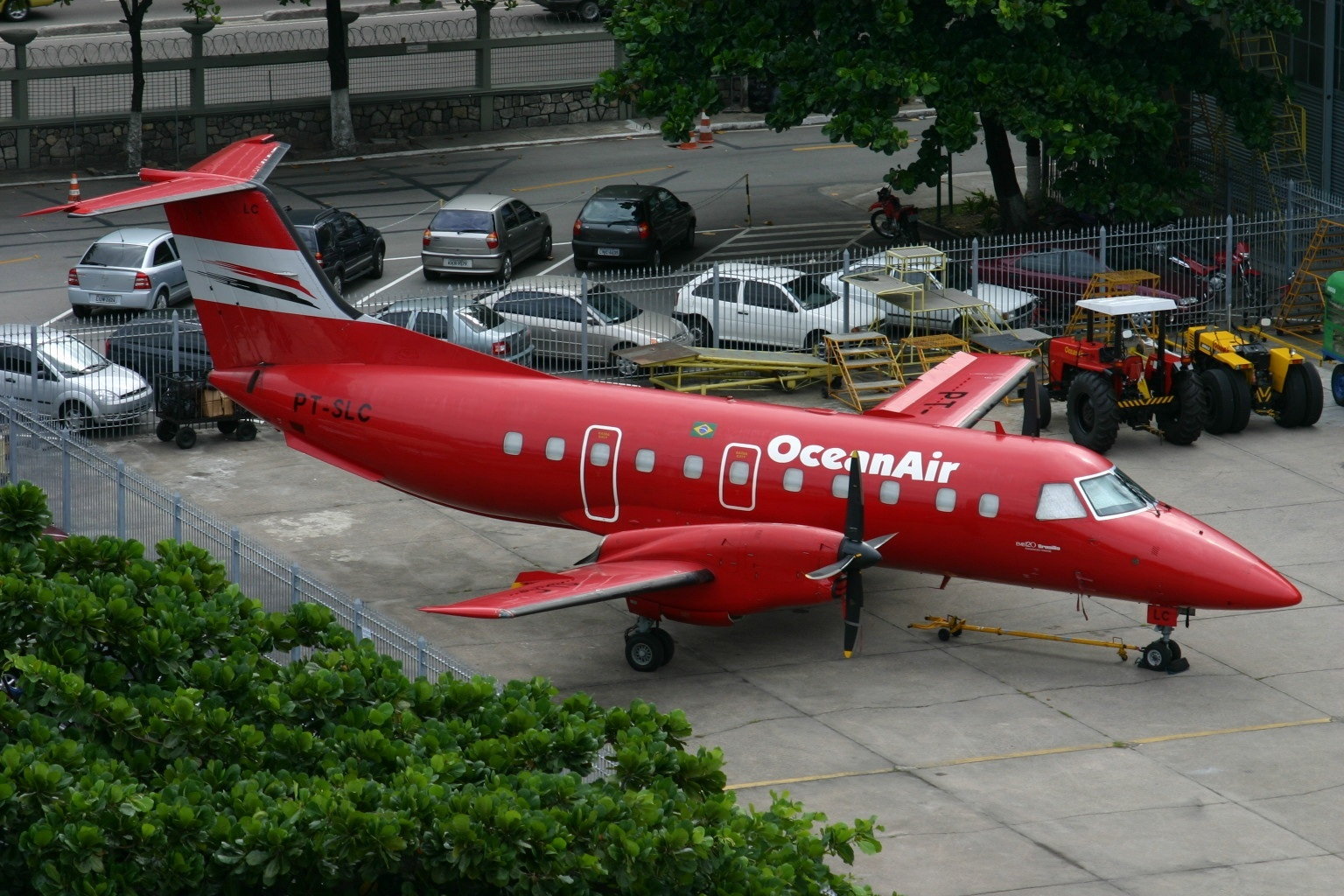
Embraer 120 Brasilia der OceanAir

| Flugzeugtyp     | Anzahl | bestellt | Anmerkungen                   | Sitzplätze (Business/Economy) |
| --------------- | ------ | -------- | ----------------------------- | ----------------------------- |
| Airbus A318-100 | 05     |          |                               | 100 (12/88)                   |
| Airbus A319-100 | 03     |          |                               | 120 (12/108)                  |
| Airbus A320-200 | 11     |          | 22 mit Sharklets ausgestattet | 150 (12/138)                  |
| Airbus A320neo  | 10     |          |                               | 165 (—/165)                   |
| Gesamt          | 29     |          |                               |                               |

### Zuvor eingesetzte Flugzeuge
Im Laufe ihres Bestehens betrieben OceanAir und Avianca Brasil auch folgende Flugzeugtypen: 

| Flugzeugtyp              | Anzahl | Jahre des Betriebs |
| ------------------------ | ------ | ------------------ |
| Boeing 767-300           | 3      | 2007–2008          |
| Embraer EMB 120 Brasília | 5      | 2001–2008          |
| Fokker 50                | 3      | 2003–2008          |
| Fokker 100               | 8      | 2005–2015          |

## Zwischenfälle
Die Avianca Brasil verzeichnete bis zuletzt nur einen Zwischenfall ohne Todesfolgen:
- Am 28. März 2014 verunglückte eine Fokker 100 (Kennzeichen PR-OAF) bei der Landung am Flughafen Brasília, nachdem sich das Bugfahrwerk nicht ausfahren ließ. Beim Zwischenfall kam niemand zu Schaden, das Flugzeug wurde aber abgeschrieben.[19]